# Omar Badsha
Omar Badsha est un photographe documentaire, artiste, militant politique, syndicaliste et historien Sud-africain. Il a exposé son art en Afrique du Sud et à l'international. 
En 2015, il a remporté l'Arts & Culture Trust (ACT) Lifetime Achievement Award for Visual Art.

## Débuts
Omar Badsha est né à Durban, au Natal (actuel KwaZulu-Natal), le 27 juin 1945. Il est issu d'une troisième génération de Sud-Africains d'origine Indienne, et vient d'une famille de Musulmans Gujarati d'obédience Sunnite Borha. 
Son père, Ebrahim Badsha, a été l'un des artistes pionniers noirs Sud-Africains et l'un des membres fondateurs de Bantu, Indian, Coloured Arts (BICA), organisation créée par des artistes de Durban en 1951.

## Contributions
Au début des années 1960, Badsha produit son "resistance art", et remporte de nombreux prix, notamment le prix Sir Basil Schonland en 1965 et le Oppenheimer award en 1969, après que son travail a été présenté dans une exposition de Johannesburg, Artists of Fame and Promise. Il devient militant anti-apartheid dans ses années de lycée. Il a été l'un des militants qui ont relancé le Natal Indian Congress dans les années 1970 et a contribué à l'indépendance de l'aile gauche du mouvement syndical qui a grandi au moment de la célèbre grève de Durban en 1973. Omar Badsha devient le premier secrétaire de la Chemical Workers Industrial Union. C'est à cette époque qu'il est arrêté et harcelé. Il s'est vu refuser un passeport, assigné à résidence et a par conséquent été interdit de sortie du territoire sud-africain jusqu'en 1990.
En 1982, Badsha est un des cofondateurs de l'organisation multiraciale Afrapix, avec Lesley Lawson et quelques autres photographes,,. Ses membres prenaient des clichés des effets et de l'impact de l'apartheid dans l'objectif de créer une bibliothèque d'images et de "stimuler la photographie documentaire". Il est également le fondateur de la South African History Online, le plus grand site Internet consacré à l'Histoire en Afrique du Sud.
Il est l'auteur d'un certain nombre de livres photographiques. Son premier livre, Une Lettre à Farzanah, a été banni immédiatement après sa publication, en 1979.